# SEA-ME-WE 5
SEA-ME-WE 5 (sigle anglais signifiant South East Asia – Middle East – Western Europe 5) est un câble sous-marin de télécommunications en fibre optique construit de 2014 à 2016. D'approximativement 20 000 km de long, il relie la France, l'Italie, la Turquie,l’Égypte, l'Arabie Saoudite, Djibouti,le Yémen, le Qatar, les Émirats arabes unis, Oman, le Pakistan, le Sri Lanka, le Bangladesh, la Birmanie, l'Indonésie, la Malaisie et Singapour depuis 2017.
Conçu en technologie très haut débit 100 Gbit/s, combinée au multiplexage en longueur d’onde, le SEA-ME-WE 5 offre une capacité de transmission de 24 Tbit/s sur trois paires de fibres. Il complète le câble sous-marin déjà existant SEA-ME-WE 4 ; l'achèvement de sa construction était prévue fin 2016.
En France, son arrivée se situe plage des Sablettes à La Seyne-sur-Mer (Département du Var). Il est prolongé par voie terrestre jusqu'au datacenter d’Interxion (MRS1) à Marseille.